# リミッター (音響機器)

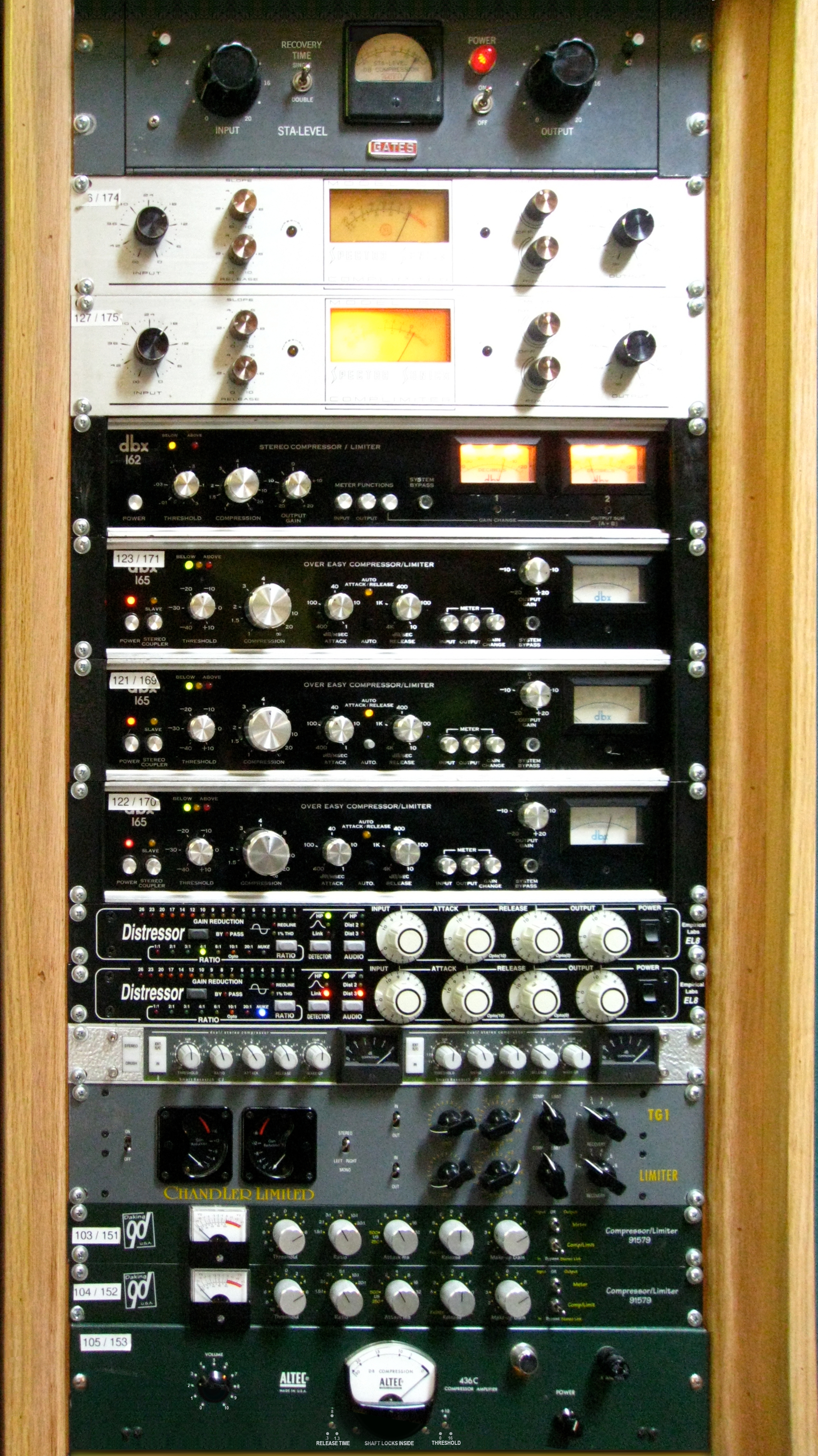
ラックマウントされた各種Limiter/Compressor

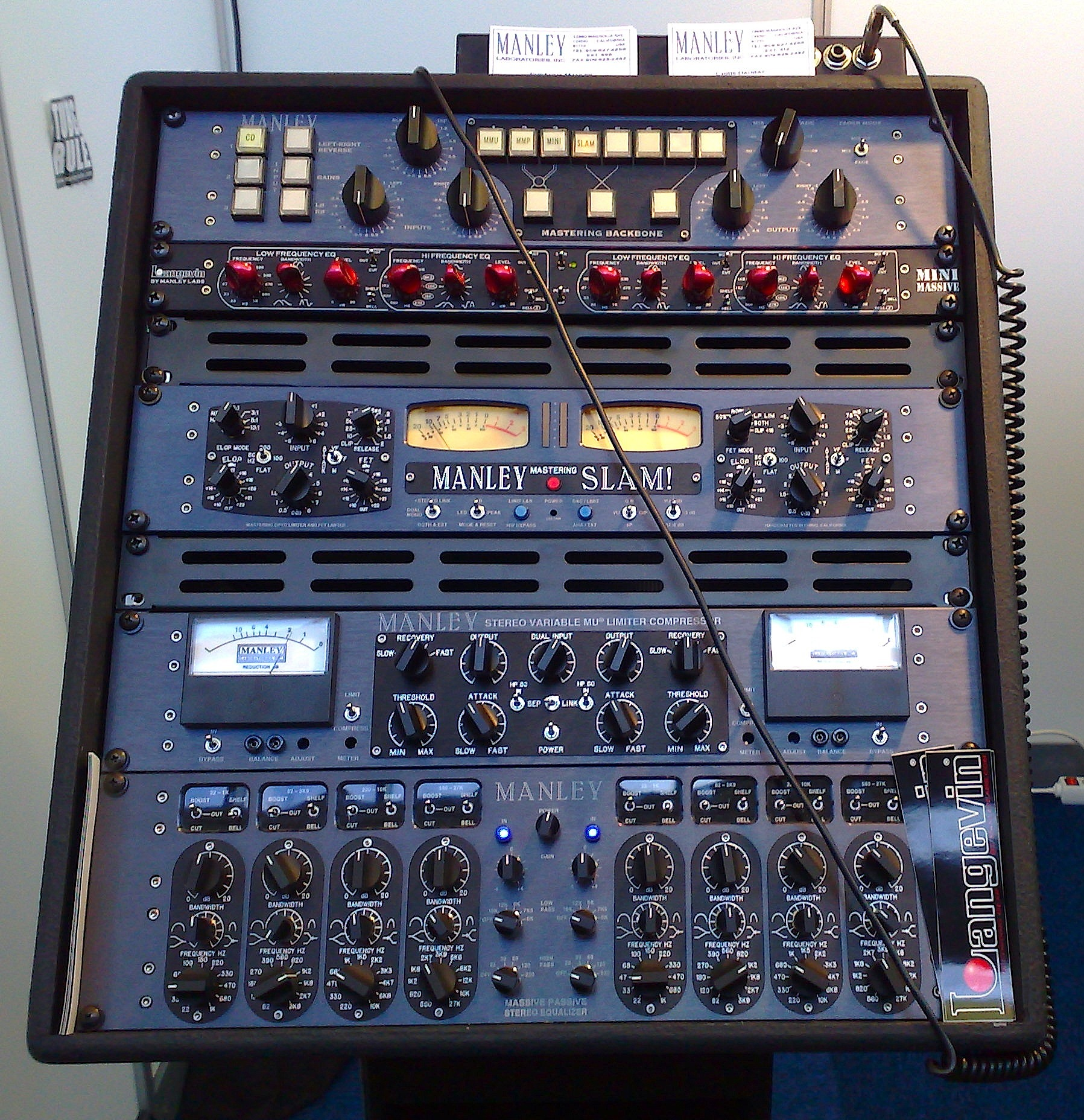
Manley Mastering SLAM Stereo Mastering LimiterとStereo Variable Mu Limiter/Compressor

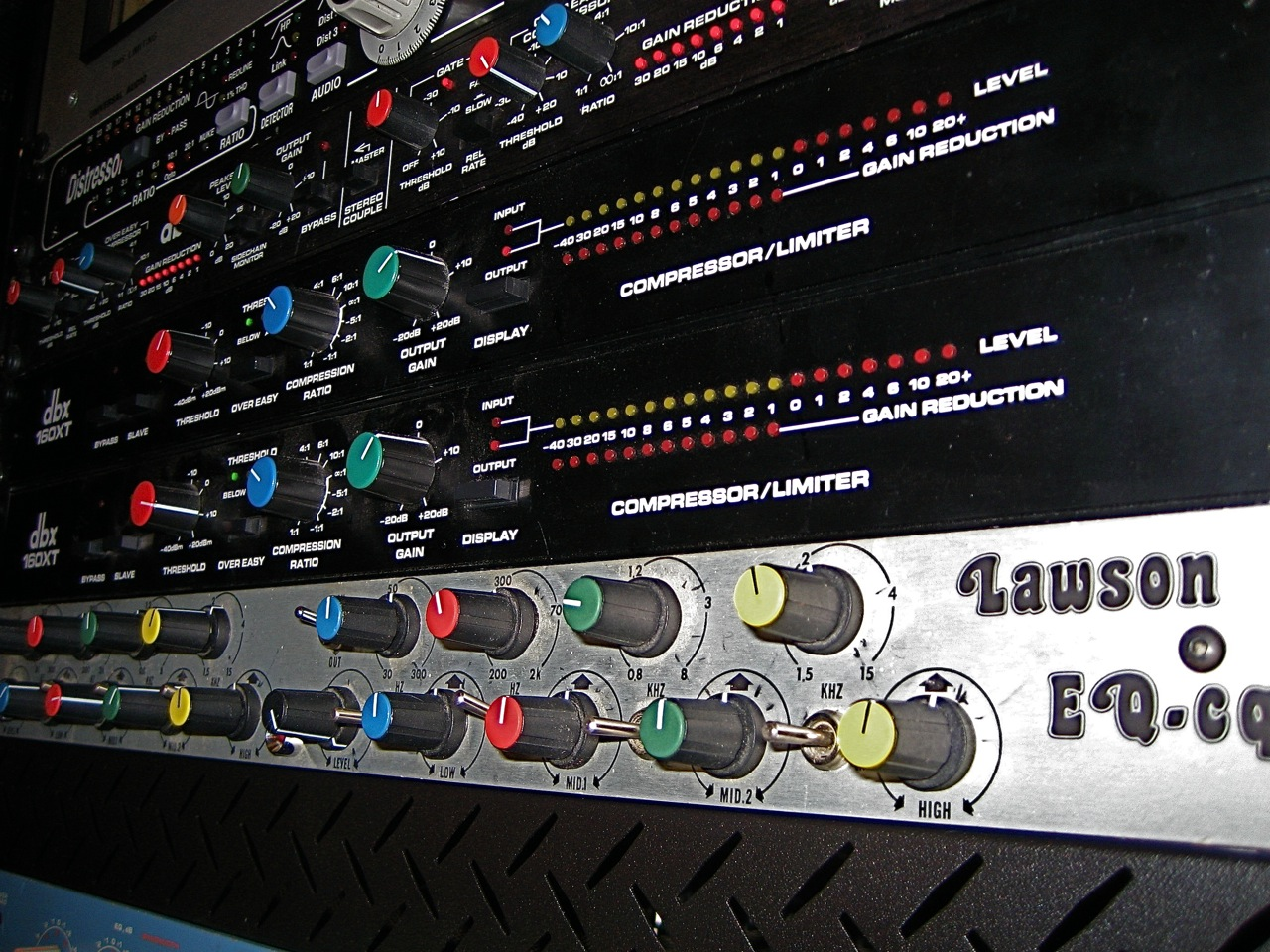
dbx 160XT Limiter/Compressor

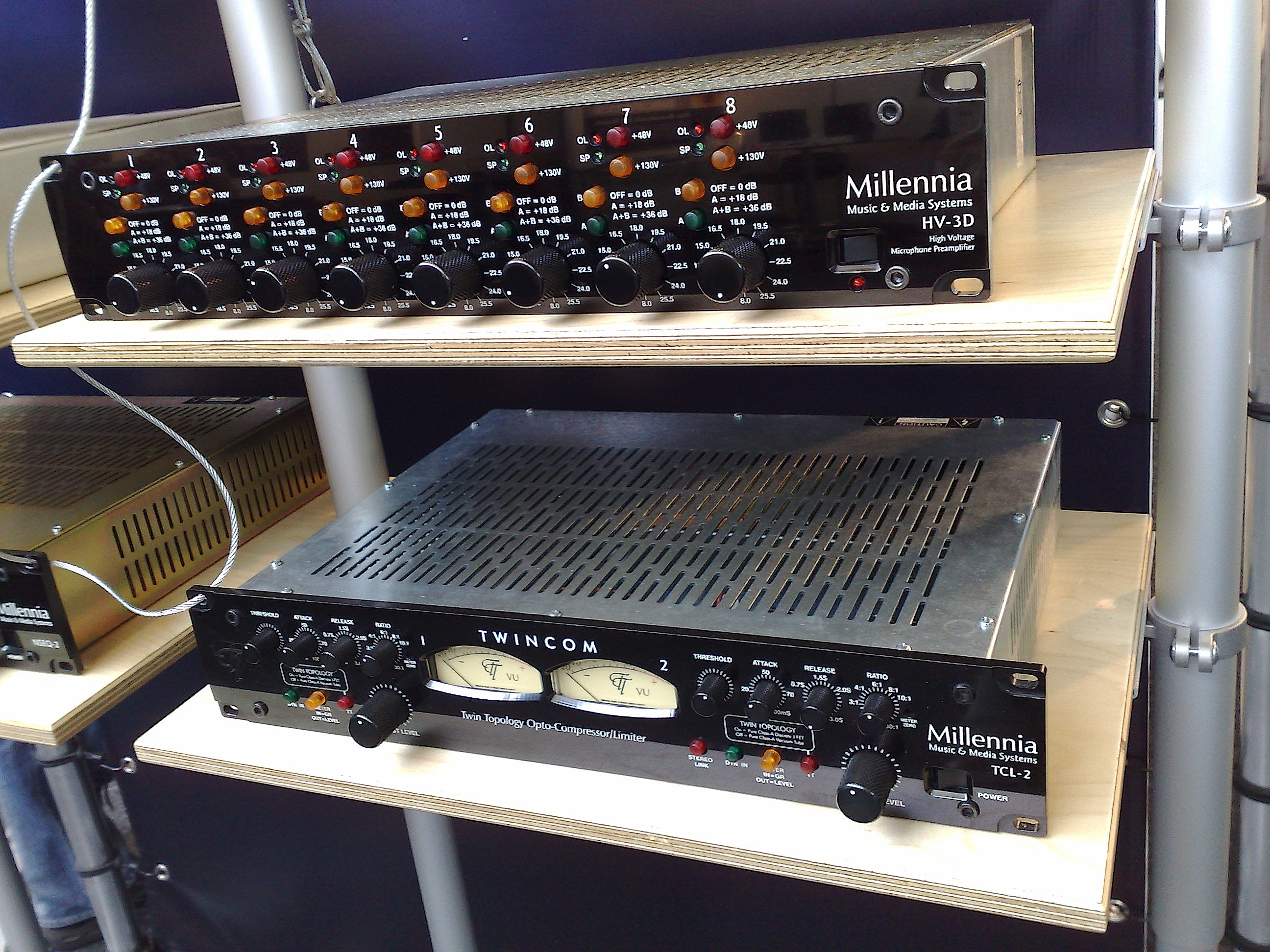
Millennia TCL-2 Twin Topology Opto-Limiter/Compressor

リミッター（英: Limiter）は、音の強弱差を一定範囲に限定するダイナミクス系エフェクターの一種である。

## 使用法と効果
入力音量が予め設定された閾値を超えた場合に、その変化を設定した比率（圧縮比。通常、RATIO〈レシオ〉と表記される）で減少させて、ピークのばらつきを一定範囲に抑える。音量を一定のレベル以下に抑える、過大入力が起こらないようにすることを目的としてリミッターを使用する。
リミッターを入れることで、録音機の前に入れて録音の歪みを防いだり、放送設備の送信機の前に入れて過変調を防いだり、PA装置の前に入れてスピーカーなどの機器が破損しないよう保護することができる。
コンプレッサーとほぼ同一の電子回路が用いられ、リミッターとコンプレッサーが統合された1つの機器で両方の動作が可能な機種もある。リミッターはコンプレッサーよりも閾値を高く、圧縮比を大きく設定されており、圧縮比を∞：1に設定することもある。圧縮比が10：1以上でリミッターであるとする説明もある。
アタック時に最大音量を発する減衰音系楽器の場合、リミッターで音のアタックを抑えることにより、相対的にアタック以外の音が強調されて音質が変わるため、音質を変えるためのエフェクターとしてリミッターを使用することもある。

### Brickwallリミッター
Brickwall（レンガ塀）リミッターはより厳密な閾値制御をおこなうリミッターの総称である。
リミッターは∞：1のレシオを設定することで、広い時間幅で見た出力値を閾値までに抑えることができるが、アタック長を設定したリミッターでは効き始めの部分で実効レシオが∞より小さいため、瞬間的に発生した過大入力が閾値を突き抜けてしまう場合がある。これはアタック長を～0に設定することで解消できる。
ごく短いアタック長を設定し、より厳密な出力上限を実現したリミッターはBrickwallリミッター（「堅く突き抜けられないレンガ塀」の意）と総称される。
デジタル音源の全サンプルが閾値内でも、D/A変換でアナログのなめらかな連続信号に変換する際にサンプル間で閾値を超える事があり（Inter-sample peakもしくはTrue peak）、クリッピングの恐れがある。Brickwallリミッターの中には、デジタル波形の断続的な信号を補間してInter-sample peakを検出しD/A変換後のクリッピングも予防する機能を持つものがあり、それらはTrue peak limiterと呼ばれる。これらはアナログ機材・再生環境での過大入力をより強く予防することができる。